# هگلی‌های جوان
هگلی‌های جوان یا هگلی‌های چپ یا چپ‌گراهای هگلی، به گروهی از دانشجویان و استادان جوان دانشگاه برلین پس از مرگ هگل گفته می‌شود. که معمولا این گروه در مقابل هگلی‌های راست قرار می‌گیرند؛ این جنبش فلسفی در سال انقلابی ۱۸۳۰ پدید آمد و در انقلاب ۱۸۴۸ از میان رفت.. چهره‌های اصلی هگلی‌های جوان را کسانی چون آرنولد روگه، لودویگ فوئرباخ، ماکس اشتیرنر، داوید اشتراوس و برونو باور بودند. نسل پسین هگلی‌های جوان کارل مارکس، فردریش انگلس، و ادگار باوئر اند.